# Ír ábécé

## Az ábécé
A mai modern ír nyelv latin betűs írást használ. Ennek az írásnak azonban van egy speciális írásformája, amit gael típusúnak neveznek.
Az ír ábécé a következő betűket használja: A, B, C, D, E, F, G, H, I, L, M, N, O, P, R, S, T, U, ezen kívül idegeneredetű szavakban és nevekben, tudományos munkákban megtalálhatók a J, K, Q, V, W, X, Y, Z betűk is.
A v betű megtalálható néhány eredeti ír hangutánzó szóban is, ilyenek pl.: vácarnach, vác és vrác. Ugyanez néhány nyelvjárási szóban is megtalálható, alternatív helyesírási formaként, pl: víog a bíog helyett és vís a bís helyett.
A többi idegen betű elsősorban tudományos munkákban, elnevezésekben találhatók meg, bár a /z/ fonéma megtalálható a West Muskerry nyelvjárásban, mint az s eklipszise.
Ezen kívül van öt ékezetes magánhangzó is az ír nyelvben (á, é, í, ó, ú), de ezek nem részei az ábécének.

## A betűk nevei
A modern ír ábécé nevei a következők: á, bé, cé, dé, é, eif, gé, héis, í, eil, eim, ein, ó, pé, ear, eas, té, ú, a kölcsönzött betűké pedig: jé, cá, cú, vé, wae, eacs, yé, zae.
Az Ogham írás maradványaként léteznek a betűknek olyan neveik, amelyeket annak idején fanevekből alkottak. Ezek manapság egyre kevésbé használatosak. Ezek a nevek a következők: ailm (fehér fenyő), beith (nyír), coll (mogyoró), dair (tölgy), edad/eabhadh (nyár), fern/fearn (éger), gath/gort (borostyán), uath (galagonya), idad/iodhadh (tiszafa), luis (vörösberkenye), muin (szőlő), nin/nion (kőris), onn (rekettye), peith (törpe éger), ruis (bodza), sail (fűz), tinne/teithne (magyal), úr (hanga).

## Gael típusú betűforma
A 20. század közepéig gael típusú betűket használtak az ír nyelv írásához. Ennek különlegessége, hogy önálló, pontozott betűket használtak a leníció miatt megváltozott betűk írására. Ezt az írásformát a következő ábra szemlélteti:
Ez az írásforma mai használata csak dekorációra korlátozódik, illetve tradicionális művekben használják.
A pontozott betűket a latin betűs írásban máshogy jelölik, mégpedig az alapbetűhöz kapcsolt h betűvel (azaz a gael ċ-ből latinbetűs ch lesz). Ezért a gael h használata igen kevés szóra korlátozódik, pl. szókezdő magánhangzók előtt (go hÉirinn, "Írországba"), valamint idegen eredetű szavakban (hata "kalap" - az angol hat-ből).
Ugyan a gael írástípus a 20. század közepéig használatban maradt, a latin írást már a 17. században használták, 1639-ben Theobald Stapleton nyomtatott latin betűkkel egy katekizmust, amelyben már egyszerűsített helyesírást is használt (pl. suí a suidhe helyett és uafás az uathbhás helyett), de ez nem vált standarddá még 300 évig.
A mai ír közlekedési táblákon az ír nevek Transport betűtípussal vannak írva, azzal a különbséggel, hogy az i-kre nem tesznek pontot és az A-t az ún. latin alfa speciális karakterrel helyettesítik, melyek a gael típusú betűkből származnak.